# 斐波那契
費波那契，又稱比薩的列奧納多，比薩的列奧納多·波那契，列奧納多·波那契，列奧納多·費波那契（英語：Leonardo Pisano Bigollo，或稱，1170年—1250年），意大利數學家，西方第一個研究費波那契數，並將現代書寫數和位值表示法系統引入歐洲。
列奥纳多的父親名為（威廉），家族姓氏為波那契（Bonacci，也有「幸運、自然、簡單」之意）。因此列奧納多就得到了外號費波那契（Fibonacci，意即波那契之子）。
威廉是商人，在北非一帶工作（今阿尔及利亚贝贾亚），當時仍是小伙子的列奧納多已經開始協助父親工作。於是他就學會了阿拉伯數字。
有感使用阿拉伯數字比羅馬數字更有效，列奧納多前往地中海一帶向當時著名的阿拉伯數學家學習，約於1200年回國。1202年，27歲的他將其所學寫進《計算之書》。這本書透過在記賬、重量計算、利息、匯率和其他的應用，顯示了新的數字系統的實用價值。這本書大大影響了歐洲人的思想，不過在十三世紀後印制術發明之前，十進制數字並不流行（例子：1482年，克劳狄乌斯·托勒密世界地圖 （页面存档备份，存于），Lienhart Holle在乌尔姆印制）。
列奧納多曾成為熱愛數學和科學的神聖羅馬帝國皇帝腓特烈二世的坐上客。

## 斐波那契數列

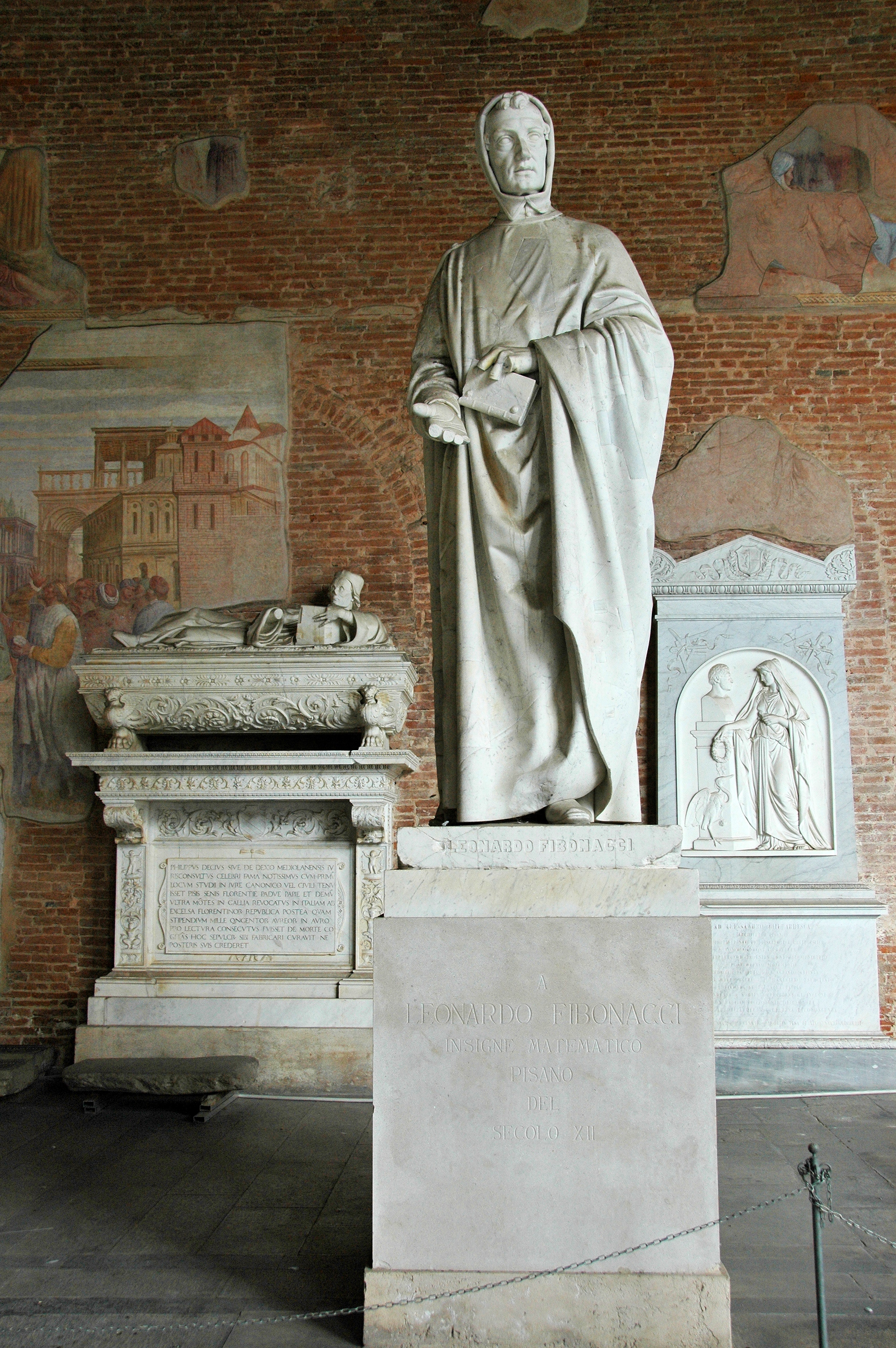
位在比薩的斐波那契雕像

列奧納多在《計算之書》中提出一個在理想假設條件下兔子成長率的問題，並自行求解此問題。所求得的各代兔子的個數可形成一個數列，也就是斐波那契數，不過列奧納多不是最早提到數列的數學家，此數列最早是由印度數學家在第6世紀時所發現，但因為列奧納多才使西方知道此一數列，因此而得名。
斐波那契數的特點是每一個數都是前二個數的和。頭二項是0和1，此數列的前幾項如下：
0, 1, 1, 2, 3, 5, 8, 13, 21, 34, 55, 89, 144, 233, 377, 610, 987 ... 

隨著斐波那契數的增加，相鄰二項斐波那契數相除的商會接近黃金比例（近似值為1 : 1.618或0.618 : 1）。

## 重要著作
- Liber Abaci（計算之書，1202年）。
- Practica Geometriae （1220年），幾何學和三角學概論。
- Flos （1225年），Johannes of Palermo提出的問題的答案。
- Liber quadratorum，關於丟番圖方程的問題on Diophantine problems, that is, problems involving Diophantine equations.
- Di minor guisa（關於商業運算；已佚）。
- 《幾何原本》第十卷的註釋（已佚）。